# Kalkoven Engwegen

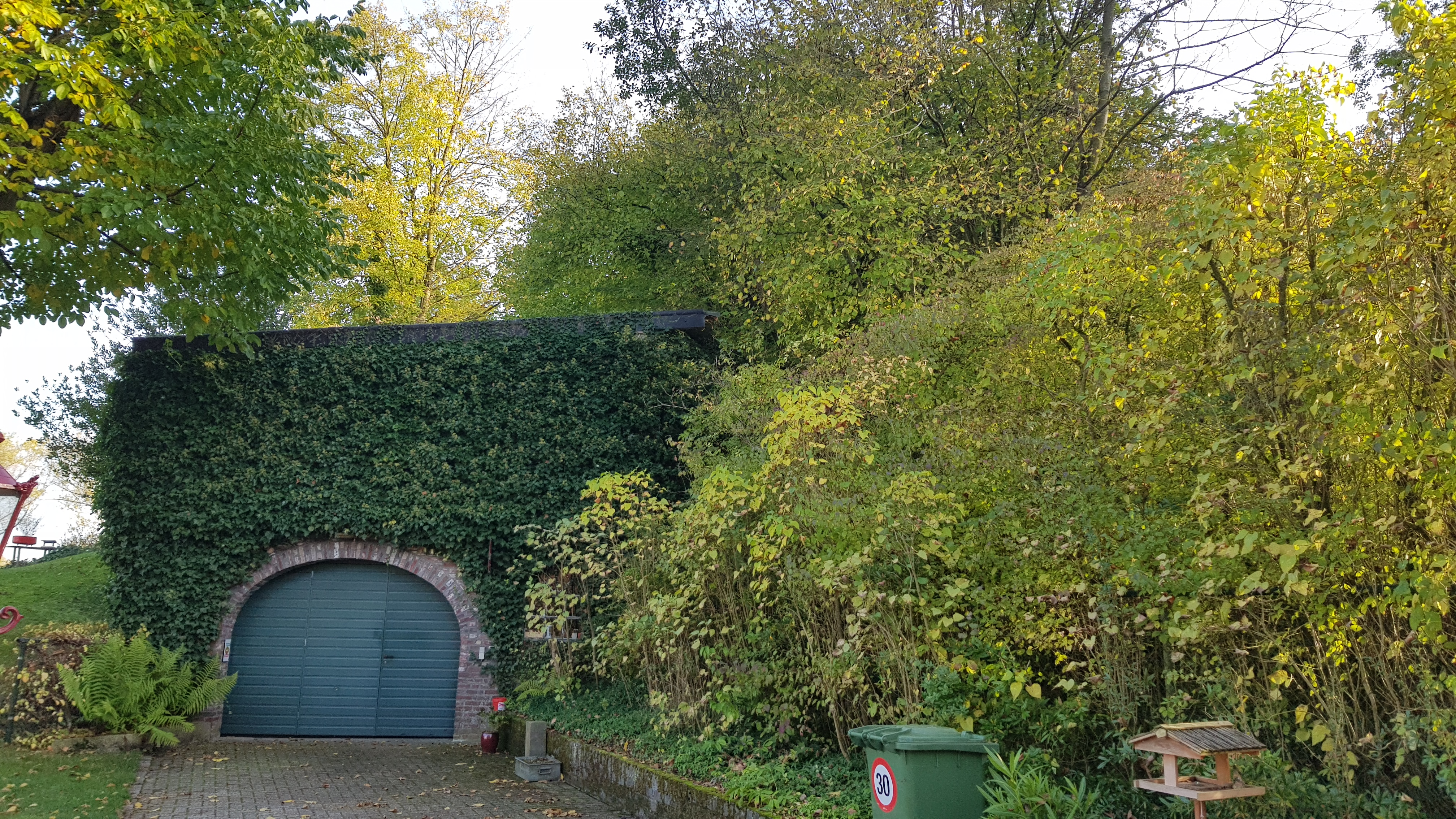
de locatie van Kalkoven Engwegen: rechts van de schuur in het groen

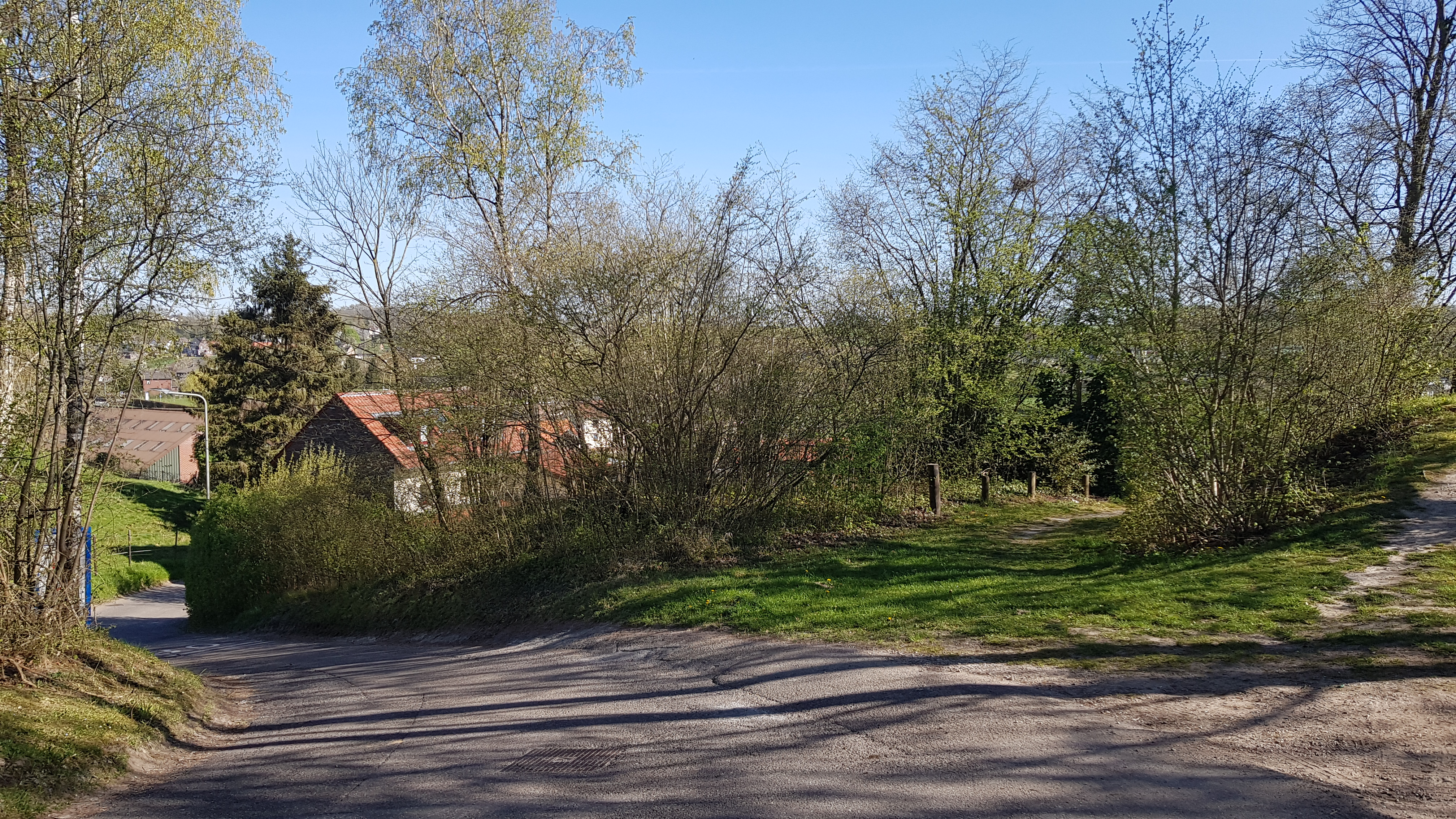
de plaats van de kalkoven van bovenaf gezien

De Kalkoven Engwegen is een kalkbranderij in de Nederlandse gemeente Valkenburg aan de Geul in Zuid-Limburg. Het restant van het bouwwerk staat in Engwegen ten zuidoosten van Schin op Geul aan de voet van de Keutenberg waar de Engwegengrub in het Geuldal uitmondt.
Achter de kalkoven ligt er ten zuiden de Groeve Keutenberg waar vroeger kalksteen gewonnen werd.
Het restant van de kalkoven is in de bodem nog aanwezig, maar is bovengronds niet meer zichtbaar.

## Geschiedenis
Op 22 december 1916 kreeg Eduard America uit Valkenburg een vergunning om bij Engwegen kalksteen en kalkhoudende grond te delven. Ter plaatse moest er toen reeds al een oven geweest zijn, omdat de vergunning betalingen vermeld voor door malen verkregen kalk en kalkmergel.
Op 7 mei 1917 vroeg America een vergunning aan om hier twee kalkovens te bouwen. Op 18 februari 1918 kreeg America toestemming van de arbeidsinspectie en de gemeente gaf op 27 februari 1918 een schriftelijke vergunning af voor de kalkovens. Op 8 maart 1918 verkreeg America de officiële vergunning waarin de eisen beschreven stonden. Op verzoek van de gezondheidscommissie moet America aan drie zijden een beschutting aanleggen met afdak van pannen. Op deze manier kon het opstapelen en laden van kalk plaatsvinden onder een afdak en voorkomen worden dat kalkstof kon verstuiven en in de omgeving voor overlast zou gaan zorgen. America moest binnen een maand de ovens in gebruik nemen met afschutting en al.
Op 6 oktober 1919 schreef America een brief aan de gemeente Valkenburg waarbij hij het briefhoofd Kalkbranderij Keutenberg gebruikte. In de brief schreef hij dat de kalkindustrie slecht loopt. In april 1920 schreef hij in een brief te stoppen met het bedrijf, maar wil tegen het contract ingaande de ovens laten staan om deze in betere tijden later weer te gebruiken.
Op 7 december 1936 vroeg America opnieuw een concessie aan om de kalkmergelexploitatie Engwegen weer in gebruik te nemen. Daarbij wil America naast de nog bestaande kalkovens  een nieuwe derde kalkoven erbij bouwen en wil hij een loods bouwen om de kluitkalk op te slaan. Om de kalkovens weer in gebruik te mogen nemen, moest er een borg van 500 gulden als voorschot gestort worden. De gemeente stelde dan de kalkovens in bruikleen ter beschikking en het college stelde het verzoek voor aan de gemeenteraad. Op 16 juni 1938 lichtte America nogmaals zijn plannen toe. Bewoners in de omgeving dienden bezwaren in waarna de gemeente op 29 augustus 1938 geen concessie verleende. Nadien hebben nog enkele ondernemers geprobeerd de kalkoven in gebruik te nemen, maar ook die pogingen mislukten allemaal.